# Josef Duffner
Josef Gustav Duffner (né le 1er octobre 1868 à Furtwangen et mort le 26 juin 1935 dans la même ville) est propriétaire foncier, président du Landtag et député du Reichstag.

## Biographie
Duffner étudie à l'école primaire de Furtwangen, à l'institut pour garçons de Königsfeld et à l'école supérieure commerciale de Stuttgart. De l'automne 1885 au printemps 1887, il est à l'étranger. Entre 1887 et 1893, il travaille dans la fabrique de chapeaux de paille de son père à Furtwangen, de 1888 à 1889, il complète son service militaire et de 1889 à 1893, il est à l'étranger et part en voyages d'affaires.
Depuis 1893, il se tourne vers l'agriculture et la sylviculture en reprenant le domaine Josenhof près de Furtwangen. Plus tard, il achète plusieurs fermes en Bade afin de les sauver de la faillite. Il est également capitaine de la première formation de Landwehrjäger.
Il est membre de la seconde chambre de l'état de Bade de 1903 à 1918 et de 1905 à 1918, il est député du Reichstag pour la 2e circonscription de Bade (Donaueschingen (de), Villingen) avec le Zentrum Entre 1919 et 1933, il est député du Landtag de la République de Bade et de 1930 à 1933 également président du Landtag.